# Fu Hao

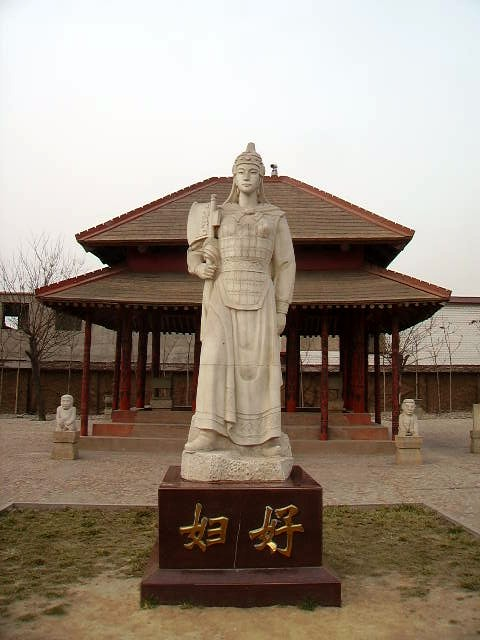
Estàtua de Fu Hao davant la seva tomba a Yin Xu

Fù Hǎo (en xinès simplificat: 妇好; en xinès tradicional: 婦好; pinyin: Fù Hǎo; morta c. 1200 aC), Lady Hao, Si Mu Xin (司母辛) com a títol cortesà o Mu Xin (母辛) nom que se li va atorgar pòstumament com a títol honorífic, va ser una heroïna de l'antiga Xina. Fu Hao va ser un personatge extraordinari de la història xinesa en una societat dominada pels homes. Fu Hao va dur a terme rols que en aquell moment eren impensables per a les dones tals com cap militar o política. El descobriment de la seva tomba l'any 1976 és un reflex de la importància de la seva posició social. Va ser una de les moltes esposes del rei Wu Ding de la Dinastia Shang, i de forma inusual per l'època, també va servir com a general militar i alta sacerdotessa.
La seva tomba va ser descobert a Yin Xu intacta, amb tresors com bronze i jade. Va ser soterrada a un taüt lacat.
La veracitat de l'existència de Fu Hao en un inici era dubtosa, però va ser la primera dona arqueòloga xinesa, Zheng Zhenxiang qui va provar la historicitat de Fu Hao.

## Biografia
Fu Hao va ser una de les consorts de Wu Ding, amb qui va tindre almenys tres fills. Va ser sota el regnat de Wu Ding quan el poder Shang va assolir el seu zenit. Fu Hao va ser cap militar, política, muller, mare i xaman.
La major part de la informació que trobem sobre Fu Hao la trobem recollida en les inscripcions dels ossos oraculars. Molts d'aquests ossos oraculars mostren preocupació pel seu benestar, per exemple pel part o per malalties, així com informació sobre els seus mals de queixals o sobre els seus somnis. Les inscripcions als ossos oraculars també mostren com Fu Hao es va involucrar en dos aspectes de la vida reial els quals normalment no estaven permesos a les dones. Va participar en cerimònies rituals i en activitats militars. Tot i que el rei Shang exercia el màxim control sobre qüestions rituals. Tanmateix, Fu Hao gaudia, òbviament, de la confiança del seu marit, ja que aquest sovint la instruïa en la realització de rituals especials i en la ofrena de sacrificis.
Tanmateix, s'ha parlat sobre la possibilitat que Fu Hao ja ostentés l'important càrrec de dirigent militar abans del seu matrimoni amb el rei, ja que ella posseïa les seves pròpies tropes i, per tant, ja era una persona important abans de casar-se. De fet, Wu Ding podria haver-se casat amb ella per raons polítiques. Wu Ding segons els ossos oraculars s'hauria casat amb 64 dones, i segons la llegenda, es diu que s'hauria casat amb una dona de cada tribu local per mantenir la pau, però va ser Fu Hao qui, junt amb dues dones més va acabar sent reina de Wu Ding.
Fu Hao va morir quan només comptava amb 33 anys en un part difícil o a causa d'una ferida de guerra. Al morir, el rei la va enterrar sota el palau en comptes del cementiri reial. Aquesta és una de les raon per les quals la tomba de Fu Hao no es va trobar abans ja que es l'únic cas a la historia de la Xina on un rei va construir un cementiri al interior del palau.

## Rol militar
Fu Hao va dirigir nombroses campanyes militars contra les seves tribus veïnes, els Tu, els Ba, els Yi i els Qiang. En un os oracular, per exemple, es pregunta si Fu Hao hauria de reunir soldats abans de dur a terme un atac. En un altre s'informa de com el rei va reunir soldats per una campanya militar de Fu Hao contra la tribu Tu.
En algunes de les inscripcions que es van trobar en els ossos oraculars sobre Fu Hao, es parla de com va dirigir una forta divisió de combat d'expedició formada per 13.000 soldats. Aquest fet suposaria que aquest grup militar Shang seria un amb el nombre més gran de soldats en una sola expedició vist en una inscripció d'un os oracular. A més a més la inscripció en si mateixa és important, ja que ens estaria indicant que Fu Hao va tindre els seus propis soldats, qui pertanyerien a diferents unitats militars dels soldats-lü.
La participació femenina en combat, no era estranya, existeixen referències de més de cent dones que van actuar en campanyes militars. La seva tomba reflecteix la seva importància, ja que contenia diverses armes com arcs, llances, destrals, espases, dagues, cascos i escuts. Trobem una certa semblança amb les dones nòmades de l'estepa eurasiàtica. Fu Hao va arribar a reunir 13.000 soldats a les seves ordres, el major exèrcit de Wu Ding. Va dirigir almenys quatre grans campanyes militars contra els Yifang, Bafang, Qiangfang o Tu Fang. Mai va ser derrotada.Per altra banda, desconeixem el seu origen el qual potser era nòmada.

## Dinastia Shang
Article principal: Dinastia Shang

Aquest mapa mostra diverses societats avançades i estratificades que van existir durant el període Shang

El període més antic de la història tradicional xinesa és l'anomenat període mític, quan, segons la llegenda, la dinastia Xia va governar Xina. La dinastia Shang, va ser la primera dinastia històricament confirmada, suposadament va començar quan Shang va derrocar a Xia en algun moment al voltant de 1760 a.C. Tanmateix no se sap segur si aquests fets històrics van transcórrer així. La dinastia Shang és la dinastia xina més antiga, la qual la seva existència està recolzada per troballes arqueològiques.
L'Edat de Bronze de la Xina va començar poc després del 2000 a.C. La dinastia Shang (ca.1600-1050 a.C) no només va tindre la nova tecnologia del bronze, sinó també escriptura, ciutats emmurallades i una estructura estatal complexa. Les tombes Shang, moltes de les quals han estat excavades, proporcionen una rica evidència de la cultura material Shang i les pràctiques rituals.
La dinastia Shang va assolir un dels seus màxims moments d'esplendor amb el regnat de Wu Ding, el vint-i-dosè rei de la dinastia amb un dels regnats més longeus amb cinquanta-nou anys al poder i considerat un dels reis més pròspers de la dinastia sent succeït pel seu fill Zu Geng.

### Escriptura
La forma més antiga de l'escriptura xinesa que conservem són les inscripcions en els ossos oraculars o en petxines d'animals. El llenguatge que trobem en aquestes inscripcions ens mostra que era un llenguatge complex i antic.

### Innovació tecnològica
El bronze, un aliatge entre coure i estany, va ser un metall molt important durant el període Shang. Els treballadors del metall Shang van desenvolupar un mètode molt sofisticat per fondre el bronze i utilitzar aquest per fabricar objectes cerimonials o armes. El qual els va donar als soldats Shang un gran avantatge a la batalla, i és que d'aquesta manera les seves espases i puntes de llança eren més fortes. Aquesta nova tecnologia era important perquè els Shang sempre estaven en guerra. Tenim inscripcions on es parla de com aquesta dinastía utilitzava carros com a vehicles de comandament i per a casaries reials.
Moltes d'aquestes noves tècniques es van difondre molt més enllà de la capital, així com els Shang van adoptar habilitats, idees i cultius d'algunes societats veïnes. Tot i així, degut a les barreres naturals com l'oceà, cadenes muntanyoses, els deserts o les estepes, els Shang van viure en un relatiu aïllament així com les dinasties posteriors, evolucionant d'aquesta manera de forma única i insular.

### El poder Shang
El poder de la dinastia Shang es va concentrar a moltes ciutats antigues, algunes de les quals els arqueòlegs han desenterrat. El primer governant Shang suposadament hauria fundat una nova capital per la seva dinastia, una ciutat anomenada Shang, prop de l'actual Zhengzhou. Sembla que hauria funcionat com a capital sagrada, on hi hauria temples i els objectes religiosos més sagrats, així com palaus, tallers i muralles.
Tot i així, sembla que hi hauria hagut diverses capitals a part d'aquesta i, per tant, els governants s'haurien anat movent d'una capital a l'altre degut a rituals religiosos, a estratègies militars o per necessitats alimentàries. Tot això suggereix que el poder de la dinastia estava concentrat en el rei, el qual la seva autoritat política va estar reforçada per la religió Shang.

### Religió
La religió Shang va ser molt important de manera que es va estendre a les esferes polítiques i econòmiques. La religió y el poder, durant la dinastia Shang van estar estretament relacionats. El poder estatal es van consolidar a través d'un sentit de reverencia cap als avantpassats reials Shang. Cap al final de la dinastia el rei era l'únic que podia interpretar els ossos oraculars, convertint-se d'aquesta manera en el xaman principal.
La religió Shang es caracteritza per una combinació d'animisme, la idea que tot té una ànima, xamanisme, la creença que els xamans tenen l'abilitat de comunicar-se amb el món espiritual, l'adoració dels ancestres i l'adivinació. Els reis Shang es consideraven governants divins.
Sembla que durant la dinastia Shang es creia en el més enllà. Els arqueòlegs han trobat tombes Shang envoltades per cranis i cossos de sacrificis humans, ja que, com teoritzen els arqueòlegs xinesos, al igual que els egipcis, es creu que els Shang creien que els seus servents els continuarien servint en el més enllà. D'aquesta manera i seguint aquesta creença, els servents dels aristòcrates serien assassinats i enterrats amb ells quan morissin. Per altra banda, també s'han interpretat aquests cossos com a guerrers enemics capturats a la batalla.

## Tomba
Article principal: Tomba de Fu Hao
Després de la seva mort, Fu Hao va ser enterrada en una àrea propera a residències reals, a part sud d'Anyang. La tomba de Fu Hao va produir més d'un centenar d'armes. Això és molt inusual en una tomba d'una dona, fet que ens mostra el seu estatus com a cap militar. En total hi havia al voltant d'uns 2000 objectes enterrats amb Fu Hao. Entre aquests hi havia 468 bronzes, 750 jades, 564 d'os, i més de 110 de pedra i semi pedres precioses. També hi havia més de sis mil petxines de cauri enterrades amb ella, que haurien servit de moneda en el període Shang.

### Descobriment de la tomba
L'hivern de 1975 l'arqueòloga Zheng Zhenxiang i el seu marit, el també arqueòleg Chen Zhida, van poder convèncer als equips locals que no dugessin a terme els plans per anivellar un monticle als afores del poble de Xiaotun. Zheng tenia raons per creure que allà podria haver-hi una tomba Shang, opinió que els seus companys no compartien. Decidida a dur a terme el seu projecte fins al final, va reclutar un equip de treballadors perquè utilitzessin "pales Luoyang" per sondejar el terra en busca de murs de terra piconada. El matí del 16 de maig de 1976, després de setmanes d'ardu treball finalment van obtenir els seus fruits.
Una vegada l'equip de Zheng va poder estudiar l'aixovar funerari, va quedar clar que havien trobat la tomba de Lady Fu Hao, una de les esposes del rei Wu Ding i la seva dona de més confiança. El nom de Fu Hao estava inscrit en molts dels vasos rituals de bronze que es van excavar a la tomba.

### Contingut de la tomba
- 755 objectes de jade (incloent-hi artefactes culturals de Longshan, Liangzhu, Hongshan i Shijiahe).
- 564 objectes d'os (incloent-hi 500 agulles de ganxet (fermall) i 20 puntes de fletxes)
- 468 objectes de bronze, entre ells més de 200 vasos de bronze ritual, 130 armes, 23 campanes, 27 gabinets, 4 miralls i 4 estàtues de tigre
- 63 objectes de pedra
- 11 objectes de ceràmica
- 5 objectes de marfil
- 6.900 petxines (utilitzades com a moneda de canvi durant la dinastia Shang)
- 16 sacrificis humans
- 6 gossos

## Actualitat
El 2016 per commemorar el 40è aniversari del descobriment de la tomba, es va dur a terme una exposició sota el títol "Reina, Mare, General" al Capital Museum of Beijing. La exposició només va durar de Març a Juny, però la vaixella de bronze i altres articles es poden visitar al Museu YinXu (殷墟) a Anyang.